# Attilio Giovannini
Attilio Giovannini (ur. 30 lipca 1924 w San Michele Extra, Werona, zm. 18 lutego 2005 w Nowym Jorku), włoski piłkarz. Zadebiutował w Serie A z Lucchese przed przejściem do Interu i dwóch zwycięskich mistrzostwach w 1953 i 1954. W 1950 roku zagrał na mistrzostwach świata z Paragwajem. W 1954 wyjechał do Rzymu, gdzie grał jeszcze dla S.S. Lazio. Niedługo po tym zakończył karierę.